# Campeonato Mundial de Atletismo em Pista Coberta de 2018 - 3000 m feminino
A prova dos 3000 metros feminino do Campeonato Mundial de Atletismo em Pista Coberta de 2018 ocorreu no dia 1 de março na Arena Birmingham, em Birmingham, no Reino Unido. 

## Recordes
Antes desta competição, os recordes mundiais e do campeonato nesta prova eram os seguintes:
|                       | Nome           | Nacionalidade | Tempo     | Local     | Data                   |
| --------------------- | -------------- | ------------- | --------- | --------- | ---------------------- |
| Recorde mundial       | Genzebe Dibaba | Etiópia       | 8m 16s 60 | Estocolmo | 6 de fevereiro de 2014 |
| Recorde do campeonato | Elly van Hulst | Países Baixos | 8m 33s 82 | Budapeste | 4 de março de 1989     |

## Medalhistas
| Ouro                 | Prata              | Bronze           |
| Genzebe Dibaba (ETH) | Sifan Hassan (NED) | Laura Muir (GBR) |

## Cronograma
Todos os horários são locais (UTC+0).
| Data       | Hora  | Evento |
| ---------- | ----- | ------ |
| 1 de março | 20:15 | Final  |

## Resultado final
A final ocorreu dia 1 de Março às 20:15. 
| Posição           | Atleta                  | Nacionalidade  | Tempo   | Notas                |
| ----------------- | ----------------------- | -------------- | ------- | -------------------- |
| Medalha de ouro   | Genzebe Dibaba          | Etiópia        | 8:45.05 |                      |
| Medalha de prata  | Sifan Hassan            | Países Baixos  | 8:45.68 | Recorde da temporada |
| Medalha de bronze | Laura Muir              | Grã-Bretanha   | 8:45.78 | Recorde da temporada |
| 4                 | Hellen Obiri            | Quênia         | 8:49.66 |                      |
| 5                 | Shelby Houlihan         | Estados Unidos | 8:50.38 |                      |
| 6                 | Fantu Worku             | Etiópia        | 8:50.54 |                      |
| 7                 | Konstanze Klosterhalfen | Alemanha       | 8:51.79 |                      |
| 8                 | Katie Mackey            | Estados Unidos | 8:56.62 |                      |
| 9                 | Dominique Scott         | África do Sul  | 8:59.93 |                      |
| 10                | Eilish McColgan         | Grã-Bretanha   | 9:01.32 |                      |
| 11                | Geneviève Lalonde       | Canadá         | 9:03.91 |                      |
| 12                | Meraf Bahta             | Suécia         | 9:05.94 |                      |
| 13                | Claudia Bobocea         | Roménia        | 9:23.70 |                      |
| 14                | Tamara Amroush          | Jordânia       | 9:45.68 |                      |

Legenda
| Recorde mundial       | Recorde mundial (World record)               |                       | Recorde africano                      | Recorde africano (African) |                                           | Q | Classificado por posição (Qualified) |
| Recorde do campeonato | Recorde do campeonato (Championship record)  | Recorde da América    | Recorde da América (Americas)         | q                          | Classificado por melhor tempo (Qualified) |   |                                      |
| Melhor marca do ano   | Melhor marca do ano (World leading)          | Recorde asiático      | Recorde asiático (Asian)              | DNS                        | Não largou (Did not start)                |   |                                      |
| Recorde nacional      | Recorde nacional (National record)           | Recorde europeu       | Recorde europeu (European)            | DNF                        | Não terminou (Did not finish)             |   |                                      |
| Recorde pessoal       | Recorde pessoal do atleta (Personal best)    | Recorde da Oceania    | Recorde da Oceania (Oceania)          | DSQ / DQ                   | Desclassificado (Disqualified)            |   |                                      |
| Recorde da temporada  | Recorde da temporada do atleta (Season best) | Recorde sul-americano | Recorde sul-americano (South America) | NM                         | Sem marca (No mark)                       |   |                                      |